# Imitatio
La imitatio és un concepte encunyat per Dionís d'Halicarnàs que implica recrear les obres dels artistes més reconeguts, especialment escriure imitant o al mode dels escriptors del cànon. La imitatio serveix alhora com a norma estètica (com més semblant al mestre, millor és l'art), com a exercici d'estil per aprendre l'art (i com a tal es va usar àmpliament durant l'edat clàssica i moderna) o com a homenatge (igual que segles després ho seria la fanfiction). Es diferencia de la mimesi perquè aquesta proposa imitar la natura a través de l'art, mentre que la imitatio afirma que s'ha d'imitar el mateix art.